# Vallejera de Riofrío
Vallejera de Riofrío é um município da Espanha na província de Salamanca, comunidade autónoma de Castela e Leão, de área 7,26 km² com população de 60 habitantes (2007) e densidade populacional de 9,31 hab/km².

## Demografia
| Variação demográfica do município entre 1991 e 2004 | Variação demográfica do município entre 1991 e 2004 | Variação demográfica do município entre 1991 e 2004 | Variação demográfica do município entre 1991 e 2004 |
| --------------------------------------------------- | --------------------------------------------------- | --------------------------------------------------- | --------------------------------------------------- |
| 1991                                                | 1996                                                | 2001                                                | 2004                                                |
| 54                                                  | 54                                                  | 51                                                  | 67                                                  |